# Allex
Allex é uma comuna francesa na região administrativa de Auvérnia-Ródano-Alpes, no departamento de Drôme. Estende-se por uma área de 20,17 km². Em 2010 a comuna tinha 2 585 habitantes (densidade: 128,2 hab./km²).